# 무역 관련 지식재산권에 관한 협정

무역관련 지적재산권에 관한 협정(Agreement on Trade-Related Aspects of Intellectual Property Rights. TRIPs)은 특허권, 디자인권, 상표권, 저작권 등 지적재산권에 대한 최초의 다자간규범이다. WTO협정 부속서 1C로 발효된 동 협정은 총 7개장에 73개 조항으로 구성되어 있다. 제1장은 일반규정 및 기본원칙, 제2장은 보호기준, 제3장은 지적재산권 집행절차, 제4장은 지적재산권 획득, 유지 및 관련 내부절차, 제5장은 분쟁예방 및 해결절차, 제6장 경과조치, 제7장 제도관련규정(최종규정)이다.
기존 GATT 체제에서 언급되지 않았던 구체적인 사항들이 본 협정에 포함되었다. 본 협정은 총 7부, 73개조로 구성되어 있으며, 지적재산권의 국제적인 보호를 강화하고 침해에 대한 구제수단을 명기하고 있다. WTO에 가입한 국가에는 동 협정이 당연히 적용된다.
동 협정 제27조 제3항에 의하면 미생물을 제외한 동물과 식물은 특허의 대상에서 제외할 수 있더라도 식물변종의 보호를 규정하도록 하고 있다.

## 구성
- 제1부 : 일반규정 및 기본원칙
  - 내국민 대우, 최혜국 대우 등
- 제2부 : 지재권의 취득, 범위 및 사용에 관한 기준
  - 저작권, 상표, 지리적 표시, 의장, 특허, 집적회로 배치 설계, 미공개 정보의 보호 등 7개 분야 권리에 대한 보호 및 반 경쟁 관행의 통제
- 제3부 : 지재권의 시행
  - 지재권 침해 발생시 국내조치 및 국경조치를 규정
- 제4부 : 지재권 취득 및 유지 절차
- 제5부 : 분쟁의 방지 및 해결
- 제6부 : 경과조치
- 제7부 : 제도 규정, 최종 조항

## 같이 보기
- 관세 무역 일반 협정
- 서비스무역에 관한 일반협정
- 세계무역기구
- 지식 재산권